# Vilassar de Dalt
Vilassar de Dalt est une commune de la province de Barcelone, en Catalogne, en Espagne, de la comarque du Maresme.

## Géographie
Accès par la Route nationale N-II

## Histoire
Avant le 2 novembre 1979, la ville portait le nom de San Ginés de Vilasar.

## Lieux et monuments
Château du Vilassar

## Jumelage
- Joyeuse (Ardèche) (France)
- Mondavio (Italie)